# Faculté de foresterie, de géographie et de géomatique de l'Université Laval
La Faculté de foresterie, de géographie et de géomatique est l'une des 17 facultés de l'Université Laval, située à Québec.

## Description

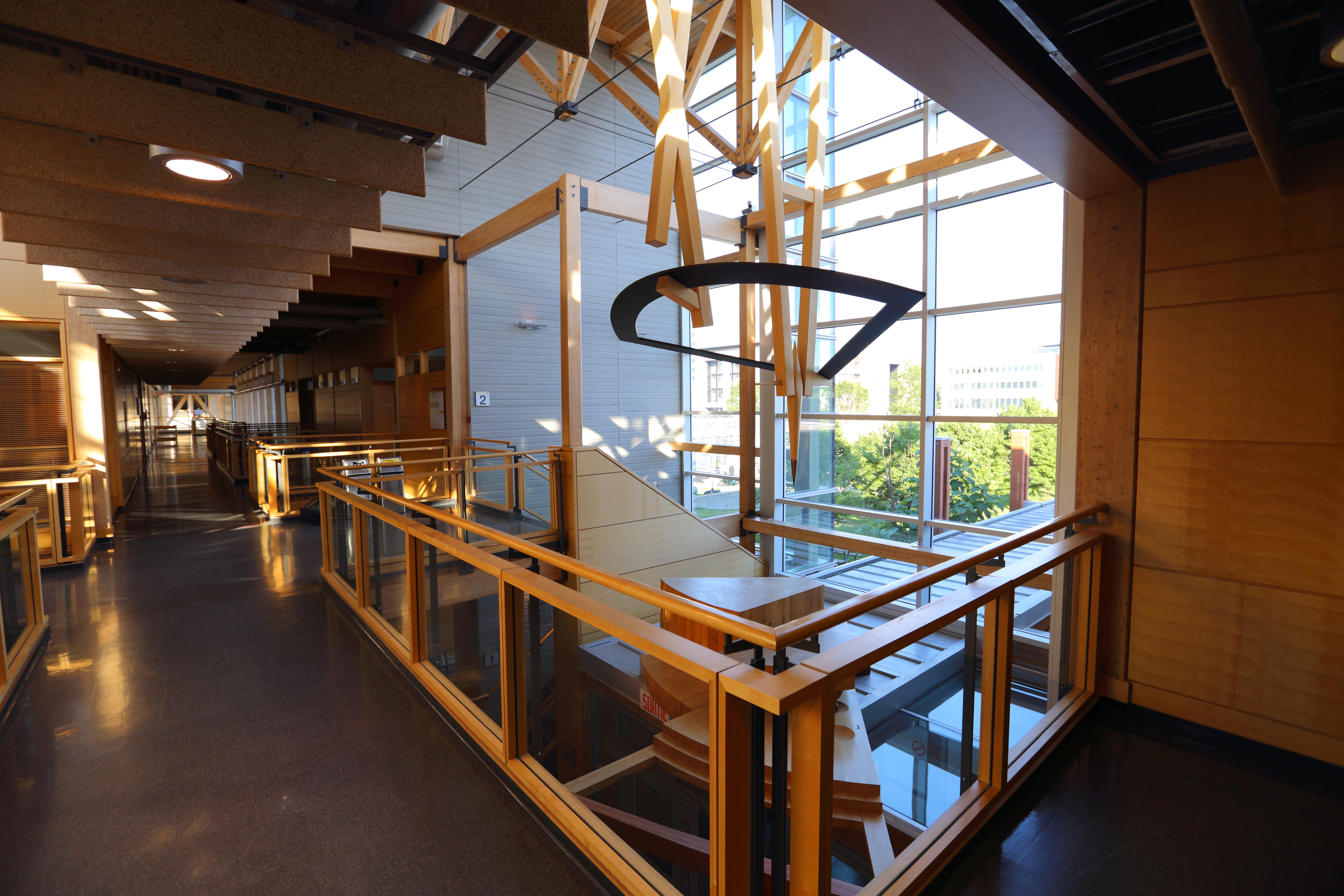
Couloir du premier étage du pavillon Gene-H.-Kruger. La sculpture à droite, de Karole Biron, représente des outils et des instruments d'observation, d'analyse et de mesure.

La Faculté de foresterie, de géographie et de géomatique de l’Université Laval comprend trois départements : Le Département des sciences du bois et de la forêt, Le Département de géographie et le Département des sciences géomatiques.
Les installations du Département des sciences du bois et de la forêt se trouvent dans les pavillons Abitibi-Price, Gene-H.-Kruger et Charles-Eugène-Marchand. La communauté a également accès à la Forêt Montmorency. Les installations du Département des sciences géomatiques se trouvent dans les pavillons Abitibi-Price et Louis-Jacques-Casault ainsi qu’au PEPS. Les installations du département de géographie se concentrent principalement dans le pavillon Abitibi-Price, mais également dans le pavillon Gene-H.-Kruger et la communauté a aussi accès Complexe de recherche de Whapmagoostui-Kuujjuarapik.

## Historique
L’étude et l’enseignement des sciences à l’Université Laval prennent un élan avec la création en 1907 d’une école d’arpentage. Cette école est affiliée en 1908 à la Faculté des arts. En 1910, une école de sciences forestières est créée et aussi affiliée à la Faculté des arts,. En 1919, ces deux écoles sont fusionnées pour créer l’École d’arpentage et de génie forestier,.
L’école est élevée au rang de faculté en 1945 et le pavillon Abitibi-Price sur le campus de Sainte-Foy est construit en 1950 pour héberger la nouvelle faculté. En 1965 celle-ci devient la Faculté de foresterie et de géodésie pour devenir, en 1989, la Faculté de foresterie et de géomatique et, en 2009, la Faculté de foresterie, de géographie et de géomatique. Entre-temps est créée en 1963 la Forêt Montmorency pour la recherche et l’enseignement.
L’enseignement de la géographie commence en 1948 avec la création de l’Institut d'histoire et de géographie. En 1955 la géographie se sépare de l’histoire et le Département de géographie est créé.

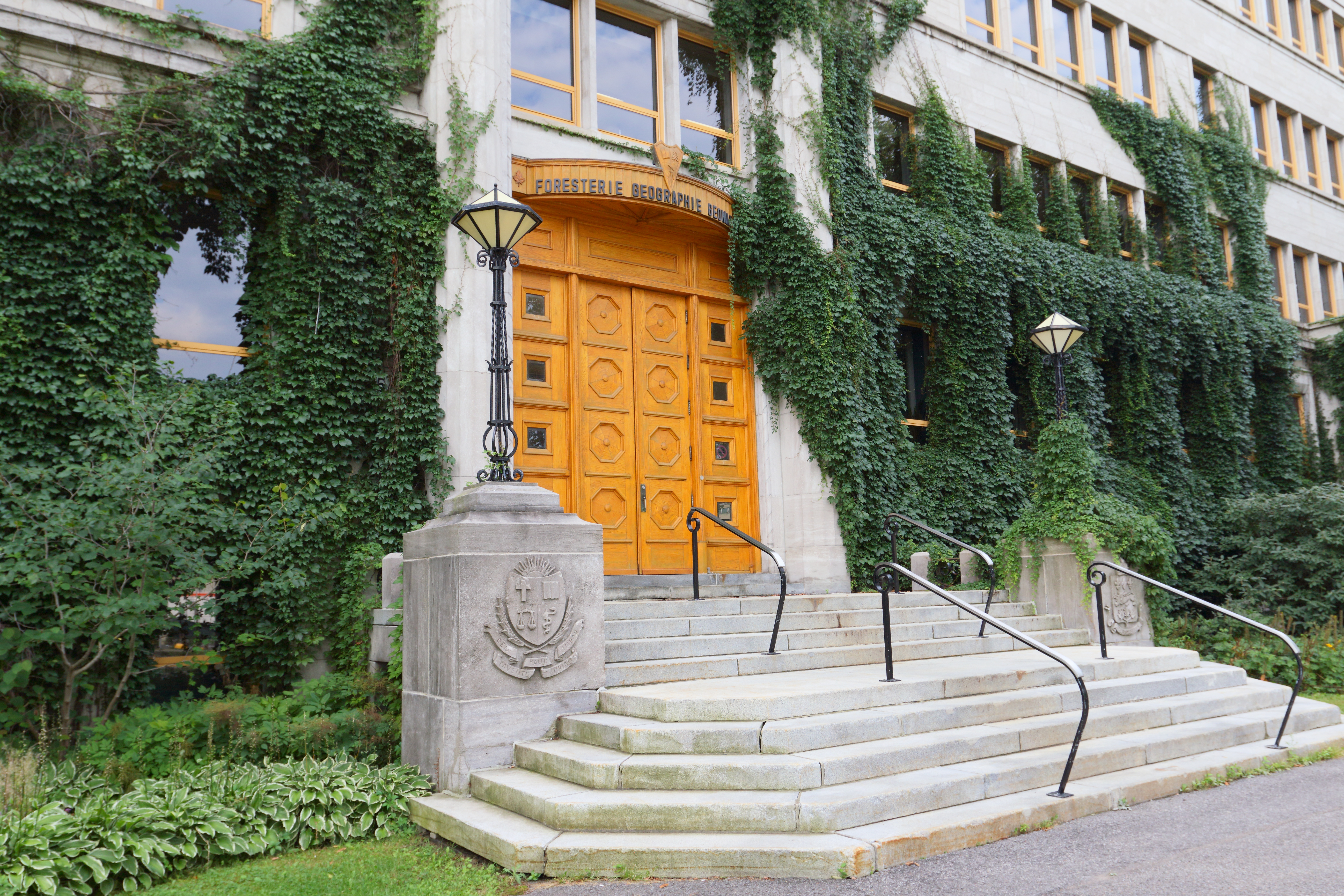
Entrée principale de la façade nord du pavillon Abitibi-Price
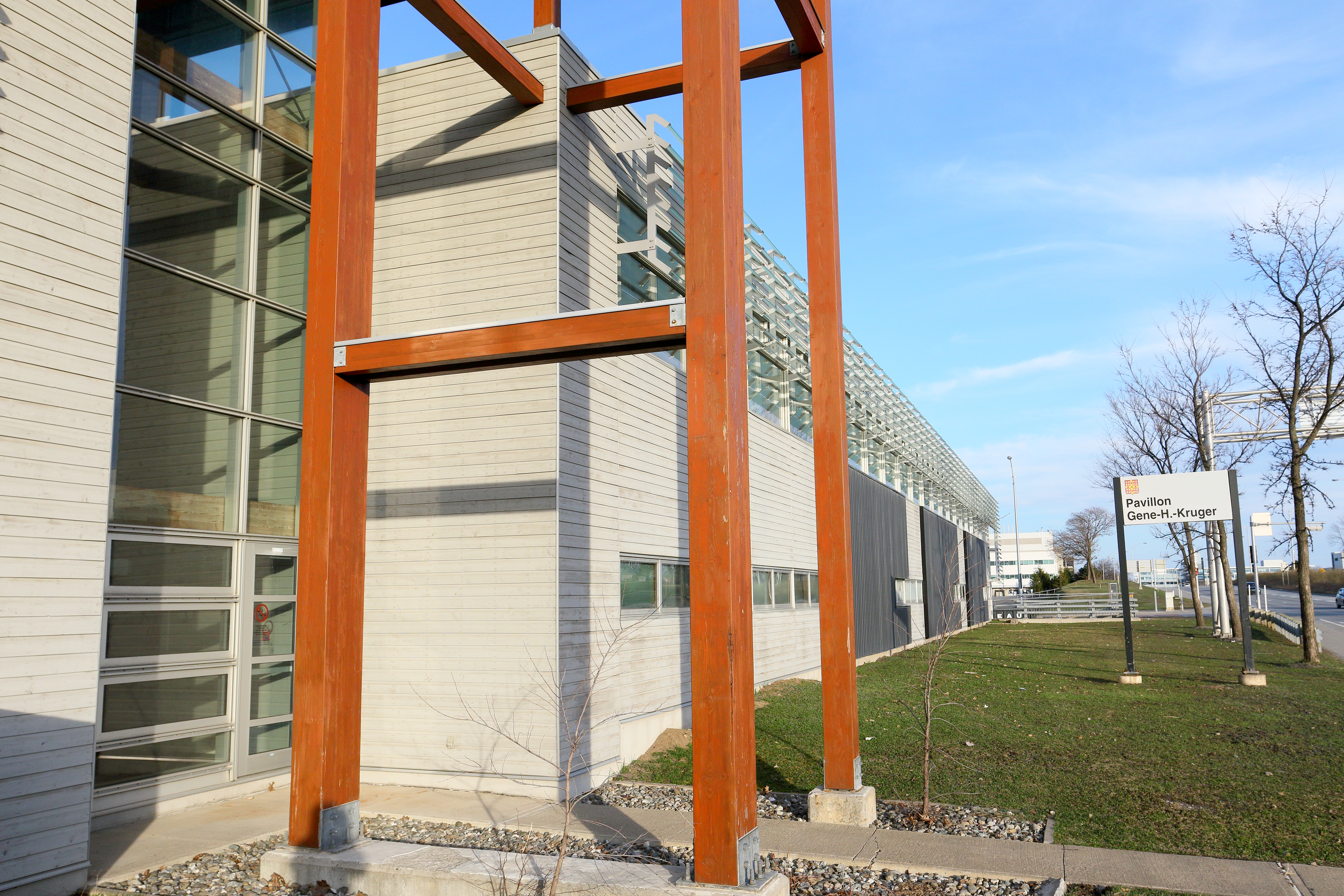
Façade ouest du pavillon Gene-H.-Kruger
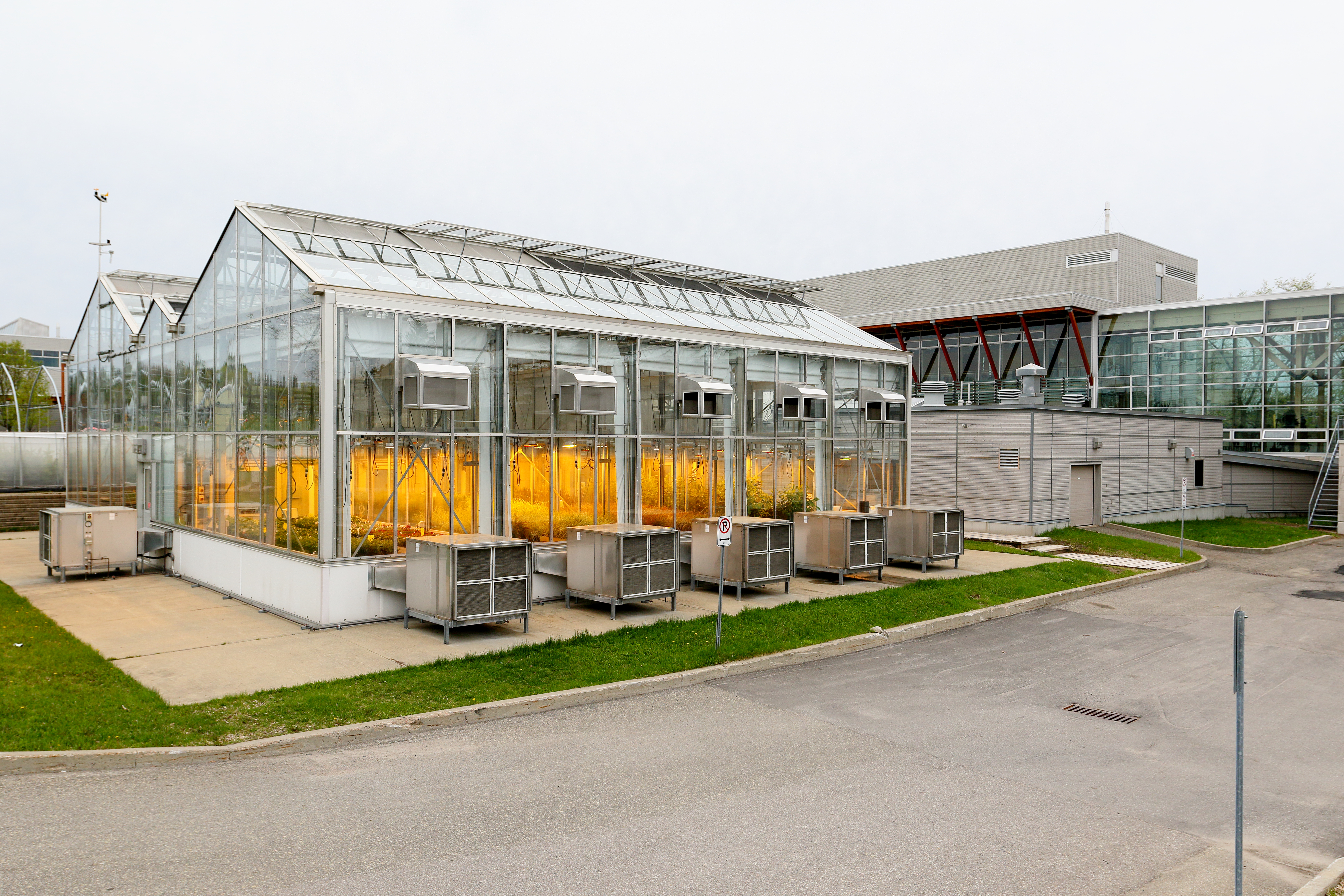
Serres du côté sud du pavillon Gene-H.-Kruger
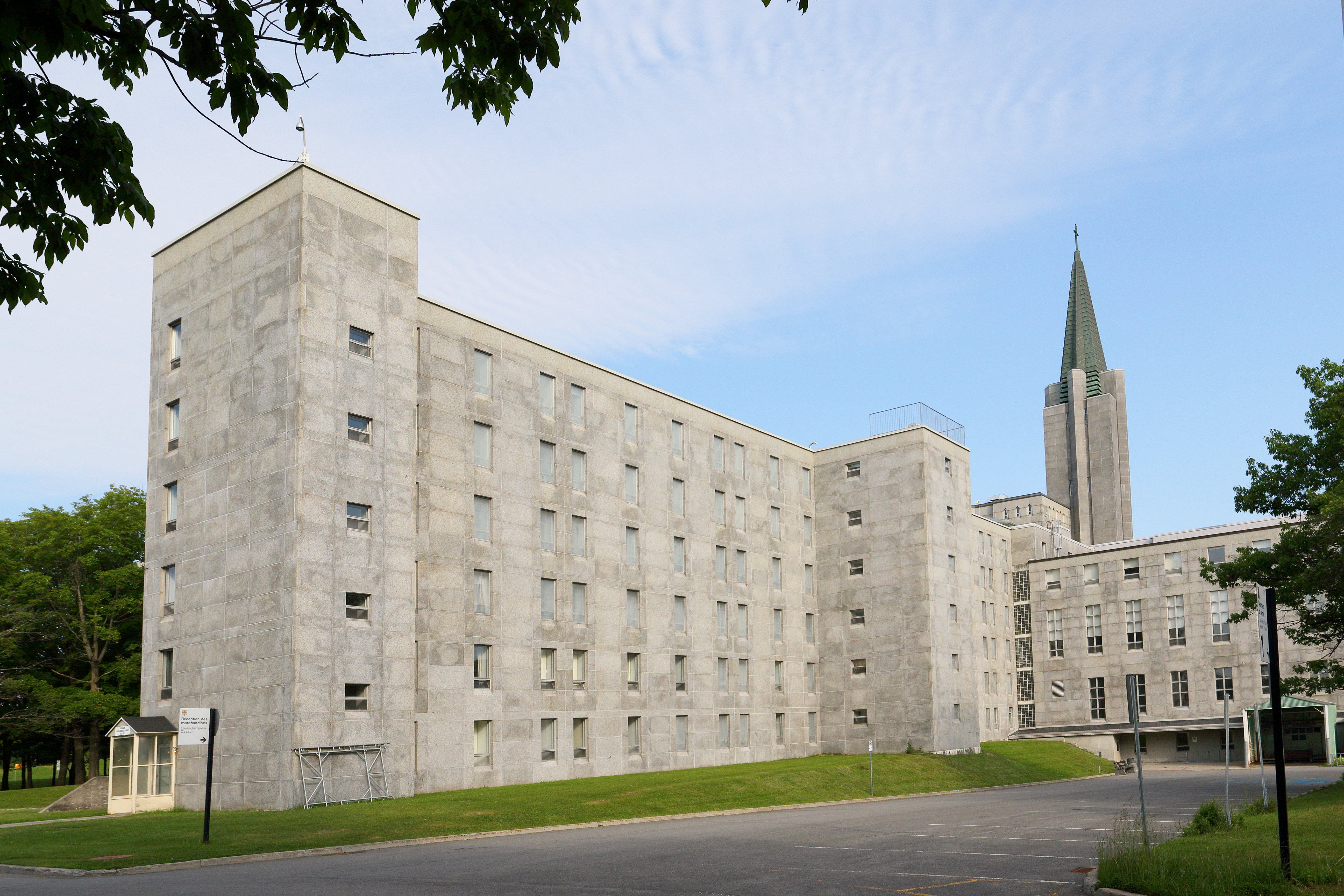
Façade est de l'aile sud du pavillon Louis-Jacques-Casault
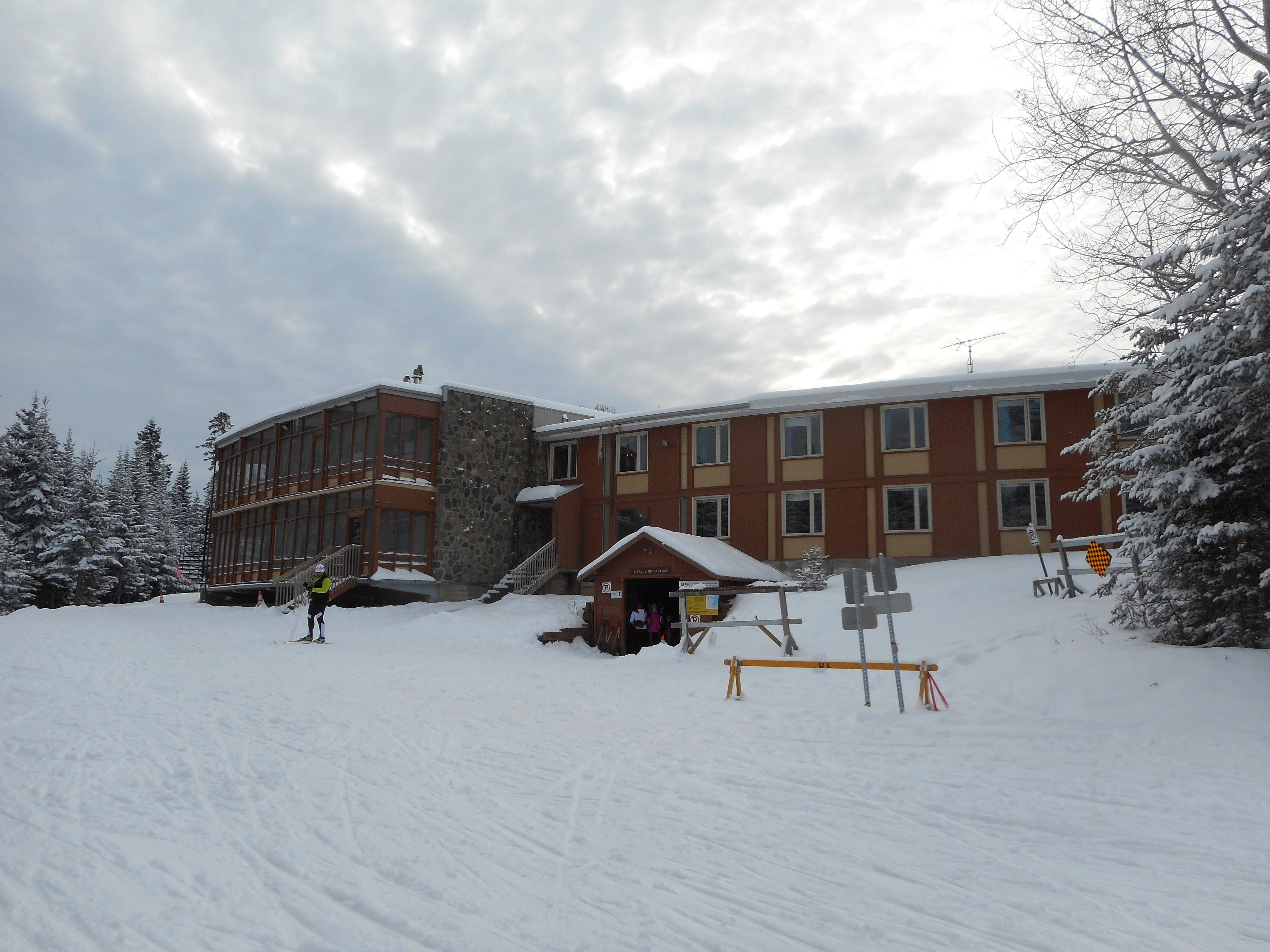
Pavillon d'accueil de la Forêt Montmorency
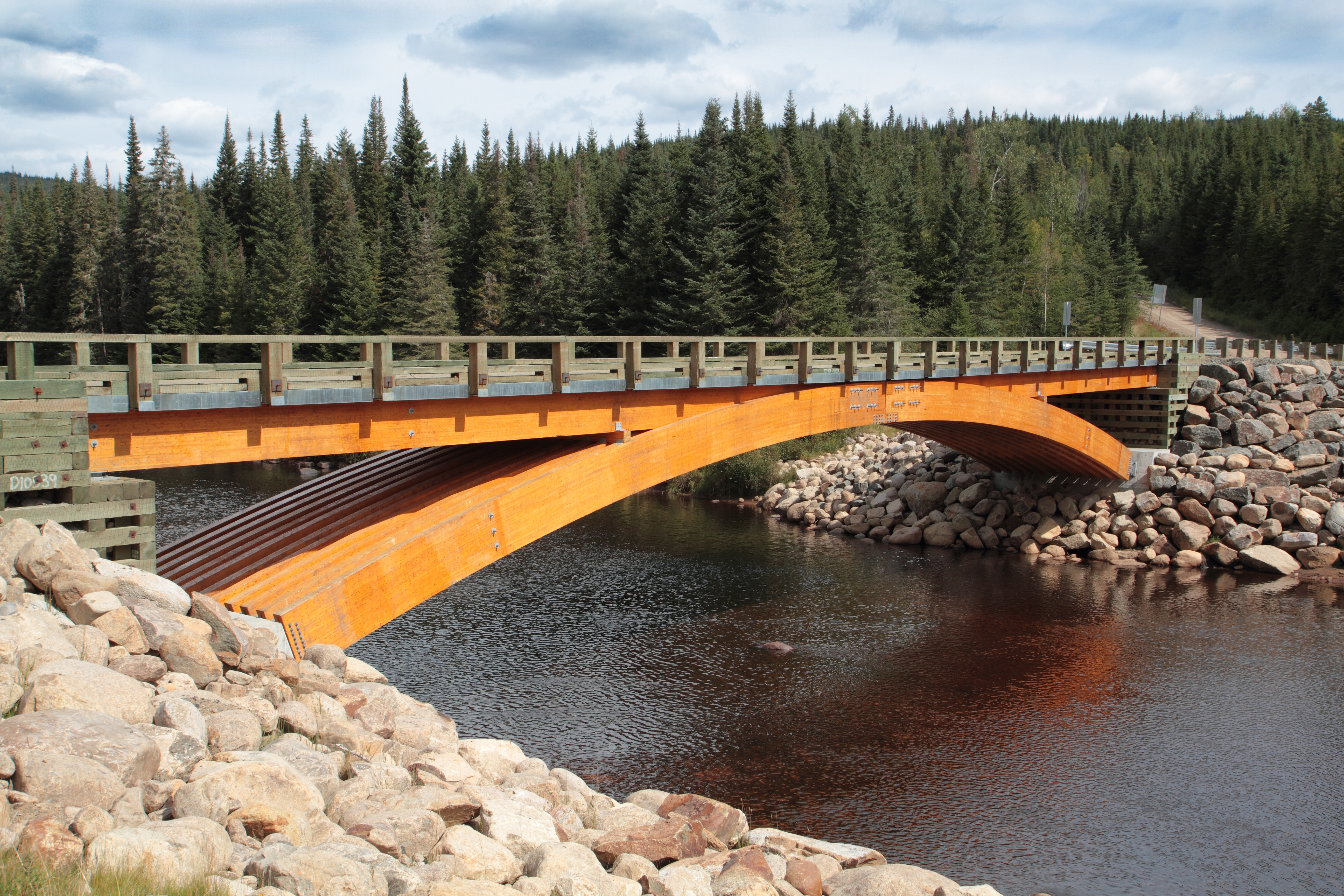
Pont en bois dans la Forêt Montmorency qui enjambe la Rivière Montmorency
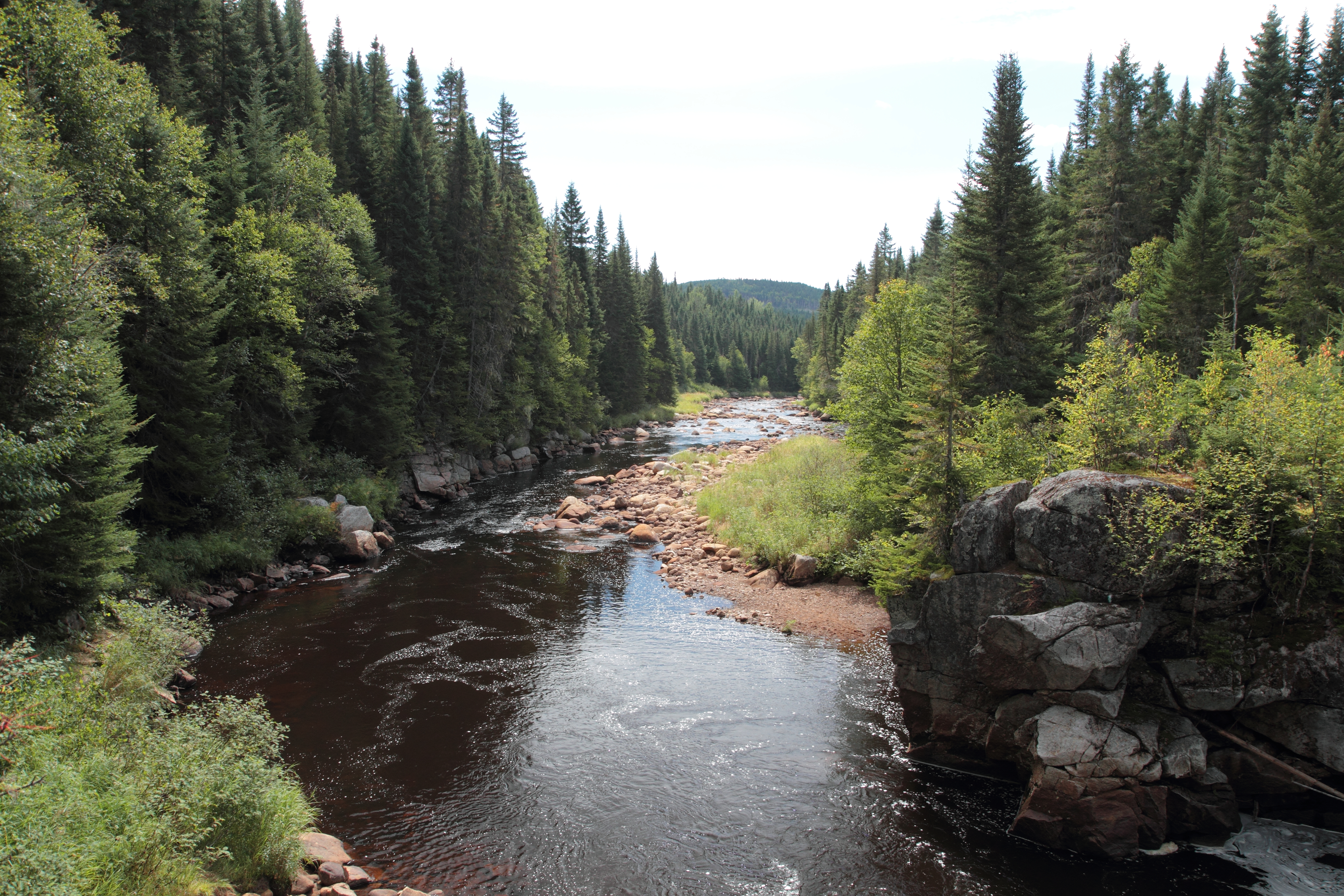
Rivière Montmorency à la Forêt Montmorency
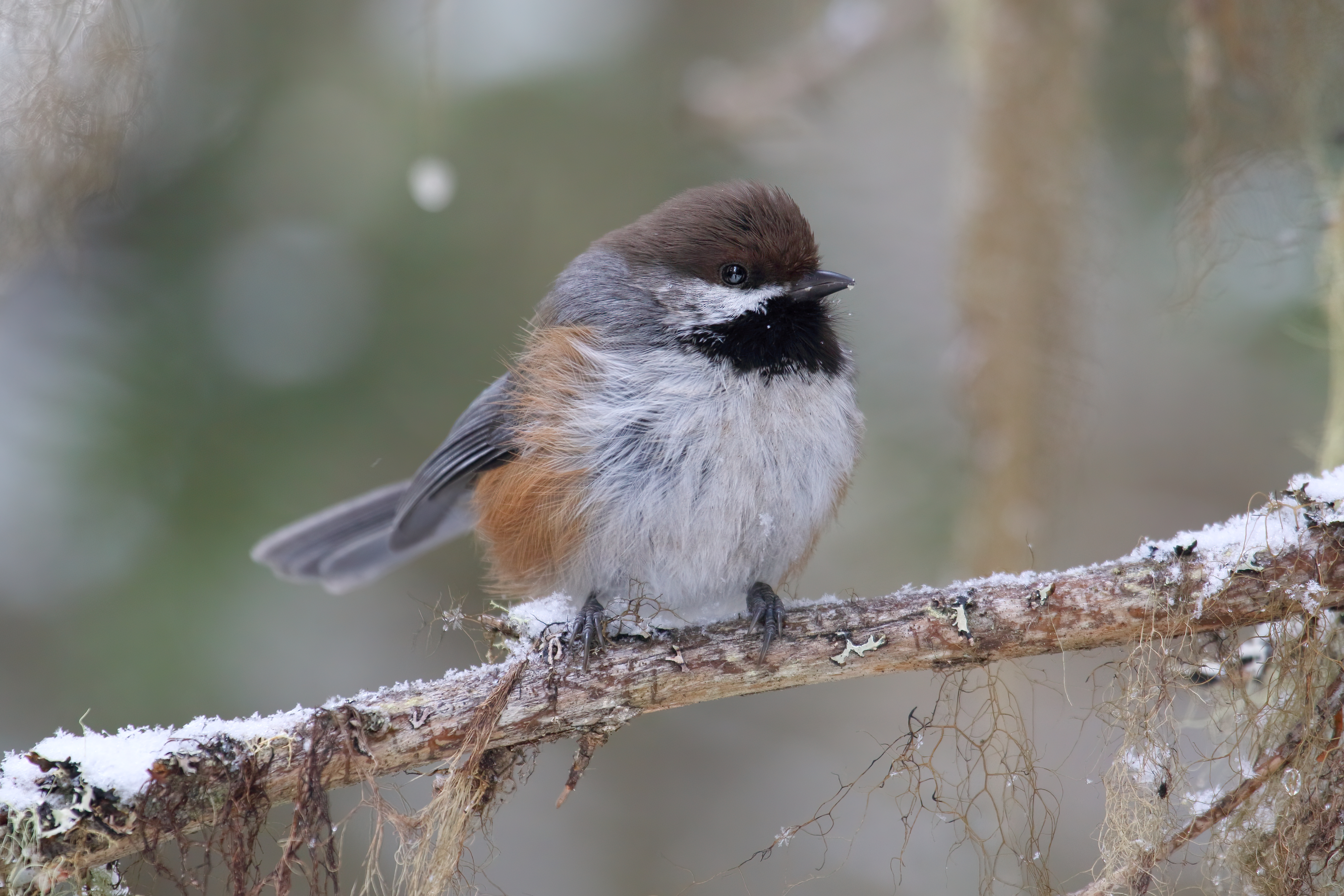
Mésange à tête brune à la Forêt Montmorency